# Leland Merrill
Leland Merrill (né le 4 octobre 1920 et mort le 28 juillet 2009) est un lutteur américain spécialiste de la lutte libre. Il participe aux Jeux olympiques d'été de 1948 et combat dans la catégorie des poids mi-moyens en lutte libre. Il y remporte la médaille de bronze.

## Palmarès

### Jeux olympiques
- Jeux olympiques de 1948 à Londres,  Royaume-Uni
  -  Médaille de bronze.